# リュウ・ヒジュン
リュウ・ヒジュン（류희준、 1977年3月22日 - ）は、日本で活動する韓国のテレビタレント、俳優、評論家である。漢字表記は柳熺俊。

## 経歴
幼少時より、父親の仕事の関係で韓国と日本を往復する。小学校時代は日本、中学時代は韓国、高校時代は日本で過ごした。青山学院大学卒業後、東海大学大学院にて平和的地域戦略、日韓関係、文化人類学を研究、卒業後は東京電力グループの株式会社ピコット（平成15年4月解散）にてポータルサイトの運営に携わった。
大学院在学中の1999年より「ここがヘンだよ日本人」に出演し、2000年から2002年の3年間NHK教育テレビのハングル講座のMCを務めた。また、俳優としてはTBSテレビのドラマ「輪舞曲」（2006年）や映画「僕の彼女はサイボーグ」に出演した。

## 人物
- 国外の永住権を得たため兵役の義務は免除されている。
- 特技はテコンドー。1995年米軍座間キャンプ大会でフェザー級3位になった。
- 韓国語における漢字の適用復活を支持している。